# نجلا صعب
نجلا محمد زين الدين - صعب (1908 - 31 مايو 1971) ناشطة نسوية لبنانية التي شاركت في تأسيس الصليب الأحمر اللبناني. رئيسة جمعيّة الصليب الأحمر اللبناني ولدت في عين قنية. درست على مدرّسين في المنزل. نُفي والدها إلى الأناضول في سنة 1915، ولكنّ والدتها اغتنمت فرصة زيارة جمال باشا للمنطقة، فلقّنت ابنتها ذات السبع سنوات كلمات مؤثّرة ألقتها أمامه، وكان أن عاد الأب إلى وطنه. دخلت نجلا مدرسة الأميركان، ثمّ انتقلت إلى معهد راهبات مار يوسف. وما لبثت أن اقترنت بسليم صعب وبدأت بالعمل الاجتماعي، فأسّست بيت اليتيم في عبيه، وعملت مع الاتحاد النسائي مسؤولة في الهيئة التنفيذية لنيل المرأة حقوقها السياسية. شاركت في تظاهرة 1943 عقب اعتقال رئيسي الجمهورية والحكومة والوزراء في قلعة راشيا، مع أنّها كانت حاملاً في شهرها التاسع. شاركت في العديد من المؤتمرات، وتولّت أمانة السرّ في الصليب الأحمر اللبناني، وترأّست المجلس النسائي اللبناني، ونالت العديد من الأوسمة.

## سيرتها

### النشأة والتعليم
ولدت نجلا ابنة القاضي محمد بك زين الدين سنة 1908 في عين قنية بقضاء الشوف. تلقت علومها الأولية على أيدي معلمين خصوصيين وفيما كان والدها محمد زين الدين سنة 1915 يعدّ الأهبة لإرسالها إلى إحدی المدارس العالية فوجیء بقرار نفيه إلى تركيا بسبب مناهضته السياسة العثمانية. 

وبمناسبة زيارة الحاكم العسكري العام جمال باشا للبلدة بادرت والدتها أم فريد أميرة أسعد سليم، فعلّمت بنتها نجلا وهي في السابعة من عمرها خطبة قصيرة ألقتها أمام جمال باشا، أثرت فيه تأثيرا بالعاً فأخد الطفلة بين يديه ووعدها بأن غيبة والدها لم تطول، وهذه الوقفة التاريخية عاشت في جوانج نجلا طوال حياتها وكانت مبعث غبطة واعتزاز.
 
انتقلت أم فريد إلى بيروت تنفيذاً لما كان يهم به زوجها، وأدخلت ابنتها مدرسة الأميركان. ثم نقلتها إلى مدرسة راهبات مار يوسف الظهور حيث درست اللغة الفرنسية ثم التحقت بالجامعة الأميركية، لكنها لم تكمل مسيرتها الجامعية بسبب زواجها السيد سليم صعب سنة 1925،‌ إلا أنها استطاعت أن تجيد عدة لغات بفضل ما تعلمته على مقاعد المدرسة ثم بفضل جهدها الخاص بعدئذ. 

### البداية نشاطها
وفي سنة 1935 انطلقت نجلا إلى العمل في الحقل الاجتماعي، فصارت عضواً في عدة جمعيات نسائية، ودخلت الاتحاد النسائي ممثلة زوجات خريجي الجامعة الأميركية، ثم أسهمت مع بعض السيدات في تأسيس بيت اليتيم الدرزي في عبيه، وفي سنة 1939 انتخب أول رئيسة للهيئات النسائية، وفي سنة 1940 انتخبت رئيسة للاتحاد النسائي اللبناني لمدة ثلاث سنوات، وترأست أيضاً الاتحاد النسائي العربي مدة ثلاث سنوات ثم ترأست الحركة النسائية الاستقلالية لتنظيم المظاهرات، وتقديم الاحتجاجات وذلك سنة 1943.

### في التظاهرة النسائية 1943
وعندما اعتقل الفرنسيون أركان الدولة سنة 1943 كان للمرأة اللبنانية دورها الكبير، فسارت تظاهرة نسائية كبيرة على رأسها نجلا صعب (كانت حاملاً وفي شهرها التاسع)، فطافت التظاهرة على سفارات الدول الأجنبية في بيروت، «وقد استرعى الأنظار، وكان موضوع اعتزاز، أن النساء اللبنانيات كنِّ يحطبن أمام كل سفارة بلغة بلادها وعندما بلغت المسيرة مقرّ السفير المفوض البريطاني في لبنان، تقدمت السيدة نجلا وبعض رفيقاتها لكي يقدمن مذكرتهن للسفير فاعترضهن جنديٌ بنغالي (أو يقال سنغالي) وصوب إليها بندقيته، فصاحت به «أطلق النار إن استطعت، إنه لشرف لي أن أموت في سبيل لبنان» وأزاحت بندقيته جانباً ودخلت إلى السفير سبيرز وأدّت مهمتها.» واستمرت هذه التظاهرة النسائية قرابة عشرين يوماً.

### رئاساتها
كان لنجلاء صعب دورها البارز في المؤتمرات النسائية الدولية. وفي تلك التي عقدت في سبيل العمل الإنساني، فقد مثلت نساء لبنان في المؤتمر النسائي العربي في القاهرة سنة 1944 بدعوة من هدى الشعراوي، ومثّلت نساء لبنان في مؤتمر الأونيسكو سنة 1946، وفي لجنة حقوق المرأة التابعة للأمم المتحدة سنة 1948، ثم عينت عضواً في لجنة الأونيسكو الوطنية سنة 1949، وانتخب مستشارة للوفد اللبناني في مؤتمر الأونيسكو الذي عقد في بيروت في السنة نفسها، وكانت عضواً عاملاً في اللجنة النسائية التي عملت ثلاث سنوات متتالية للمطالبة بحق المرأة السياسي، ومثلت الصليب الأحمر اللبناني في المؤتمر الذي عقد في دمشق سنة 1950 وكانت قد شاركت في تأسيسه سنة 1945، وانتخبت أمينة للسر في سنة 1945 وبقيت حتى سنة 1970. ومثّلت نساء لبنان في مؤتمرٍ عقد في موسكو سنة 1956 للجنة حقوق المرأة التابعة لهيئة الأمم المتحدة بصفة نائبة رئيسة المجلس النسائي اللبناني. وفي سنة 1957 مثلت الصليب الأحمر الدولي في المؤتمر الذي عقد في نيو دلهي. وفي سنة 1963 مثّلت الصليب الأحمر اللبناني في مؤتمر الذكرى المئوية للصليب الأحمر الدولي في جنيف، ومثلت لبنان في اللجنة العالمية لحقوق الإنسان في طهران سنة 1968.

إما رئاستها للمجلس النسائي اللبناني فقد بدأت سنة 1966 واستمرت تجدد دورة فدورة حتى وفاتها في 1971، فأعطت كثيرا من وقتها وجهدها لهذه المؤسسة وألقت عدة محاضرات عن مهمة الصليب الأحمر ودوره في السلم وفي الحرب، وألّفت كتاباً بهذا الموضوع.

## وفاتها
توفيت في 31 أيار 1971، وقد أوصت بإنشاء مكتبة تحمل اسمها في مقر المجلس النسائي اللبناني، وبإعطاء منحة لطالب في حقل التمريض يعمل في الصليب الأحمر، وعملاً بهذه الوصية قام ذووها بتحقيقها. 

## الأوسمة
- وسام الجهاد الوطني سنة 1943 وتقديراً لعملها المتواصل قرابة أربعين سنة في خدمة الحركة النسائية. وفي إنشاء المؤسسات الاجتماعية واعترافاً بما قدمته لوطنها
- وسام الأرز اللبناني من رتبة فارس سنة 1964،
- وسام الأرز من رتبة ضابط سنة 1967
- وسام الاستحقاق اللبناني المذهب من الدرجة الأولی سنة 1971 تكريماً لها بعد الوفاة.[1]